# Maniyoor
Maniyoor es una ciudad censal situada en el distrito de Kannur en el estado de Kerala (India). Su población es de 12681 habitantes (2011). Se encuentra a 14 km de Kannur.

## Demografía
Según el censo de 2011 la población de Maniyoor era de 12681 habitantes, de los cuales 5902 eran hombres y 6779 eran mujeres. Maniyoor tiene una tasa media de alfabetización del 93,92%, inferior a la media estatal del 94%: la alfabetización masculina es del 96,88%, y la alfabetización femenina del 91,42%.